# Ópera de Honduras
En Honduras se celebra la temporada de Ópera anualmente entre los días 3 a 8, es organizada por la Fundación Musical de Honduras  donde se presentan óperas clásicas en el Teatro Nacional Manuel Bonilla.
La entrada tiene un precio de 1,000 Lempiras y durante las noches populares un precio de 400 lempiras. Aun así, la Ópera se presenta regularmente en los diferentes teatros de Honduras.

## Intérpretes hondureños
Entre los intérpretes de música clásica, se encuentran los siguientes representantes:
Cantantes:
| Registro      | Cantante                                                             |
| ------------- | -------------------------------------------------------------------- |
| Sopranos      | Isabel Salgado, Ernestina Teruel, Angélica Maddoz K., Carla Zaldívar |
| Mezzosopranos | Diana Santos, Melina Pineda.                                         |
| Contralto     |                                                                      |
| Tenor         | Juan José Micheletti, Carlos Romero, Elder Sánchez y Carlos Marbe.   |
| Barítono      | Carlos Licona, Lester Mendoza y Lester Josue Jerezano C.             |
| Bajo          |                                                                      |

- Pianistas: Sergio Suazo, Hernán Teruel, Norma Erazo, Óscar Rossignoli, Joel Martínez Lorenzana, Ever Zavala, Rigoberto Manzanares, Néstor Zavattory y Amilcar Gunera.

## Directores hondureños
Entre los directores de música clásica, se puede mencionar a los maestros: Manuel de Adalid y Gamero, Carlos Hartling, José Ramón Galo Lagos, Héctor C. Gálvez, Leonel López, Jorge Mejía. Gerson Hernández, Luis Valeriano,Néstor Jaenz, Juan Carlos Peña y el director de Coros Rigoberto Martínez.